# Тотлебены
Тотлебены (нем. von Totleben) — дворянский род.
Тотлебен, Эдуард Иванович (Франц Эдуард граф фон Тотлебен; нем. Franz Eduard Graf von Totleben; 1818—1884), генерал-адъютант, инженер-генерал, жалован дипломом на потомственное дворянство; по случаю 25-летия со дня 1-й бомбардировки Севастополя возведен в графское достоинство. Был женат на Викторине, урожденной Гауф (Элизабет Викторина Луиза фон Гауф; нем. Elisabeth Viktorine Luisa von Hauff; 1833—1907), дочери купца Людвига Гауфа, великогерцогского гессенского генерального консула в Петербурге. У них был сын Николай (Николай Георг Эдуард; нем. Nikolai Georg Eduard; 1874—1945), генерал-майор
, на нём род графов Тотлебенов пресекся, и 12 дочерей, в том числе:
- Матильда (Матильда Мари; нем. Mathilde Marie; 1857—1935), была замужем за бароном Рудольфом фон Унгерн-Штернбергом;
- Ольга (нем. Olga; 1858—1899), замужем за генерал-лейтенантом Иоганном Волькенау;
- Мария (Мари Элизабет; нем. Marie Elzabeth; 1859—1905), замужем за Константином Вратковским;
- Евгения (Ойгени Александра Августа; нем. Eugenie Alexandra Auguste; 1860—1954), замужем за начальником Канцелярии по принятию прошений бароном Александром фон Бенингсгаузен-Будбергом;
- София (Софи Викторина Ольга; нем. Sophie Viktorine Olga; 1870—1931), замужем за генерал-майором, камергером бароном Рейнгольдом Карлом фон Майделем;
- Елизавета (Элизабет Генриетта Катарина Текла; нем. Elisabeth Henriette Katharina Thekla; 1872—1957), замужем за камергером, тайным советником Вильгельмом (Василием) ван дер Флитом;
- Елена (Хелена Матильда; нем. Helene Mathilde; 1876—1922), замужем за гвардии полковником графом Константином Литке.

## Описание герба
Щит разбит. В нижней пространной красной части золотое вогнутое стропило между тремя серебряными одноглавыми орлами. В золотой главе чёрная крепостная стена с тремя башнями без ворот и бойниц, белым мурованная.
Щит увенчан повернутым дворянским коронованным шлемом. Нашлемник — возникающий золотой грифон с золотым же щитком на груди, обремененным чёрным двуглавым коронованным орлом, на груди коего голубой щиток с золотым русским крестом (герб Таврической губернии). Намет красный и голубой, подложенный золотом. Щит держат два золотых грифона, опирающихся на золотые пики с красными штандартами, украшенными вензелями Николая I и Александра II окруженными цепями и знаками ордена Андрея Первозванного, под золотой короной; бахрома вокруг полотнищ золотая; под полотнищем, ниже навершия по георгиевской ленте с золотой бахромой на торце, цифры: справа «1854» слева «1855». Девиз: «TREU AUF TOD UND LEBEN».